# نضيد (بعدان)

تعديل مصدري - تعديل

نضيد محلة تابعة لقرية شعب الربيع، التابعة لعزلة الحرث بمديرية بعدان إحدى مديريات محافظة إب في الجمهورية اليمنية، بلغ تعداد سكانها 53 حسب تعداد اليمن لعام 2004.